# Pandanus bracteosus
Pandanus bracteosus är en enhjärtbladig växtart som beskrevs av Harold St.John. Pandanus bracteosus ingår i släktet Pandanus och familjen Pandanaceae. Inga underarter finns listade.